# Malabar (Schiff, 1925)
Die Malabar war ein Passagier- und Frachtschiff der australischen Burns Philp and Company, das 1925 in Dienst gestellt und zwischen Sydney, Melbourne, Java und Singapur eingesetzt wurde. Am 2. April 1931 lief das Schiff in der Miranda Bay nahe Port Jackson im Nebel auf einen Felsen und wurde wenig später durch die Brandung zerstört.

## Geschichte

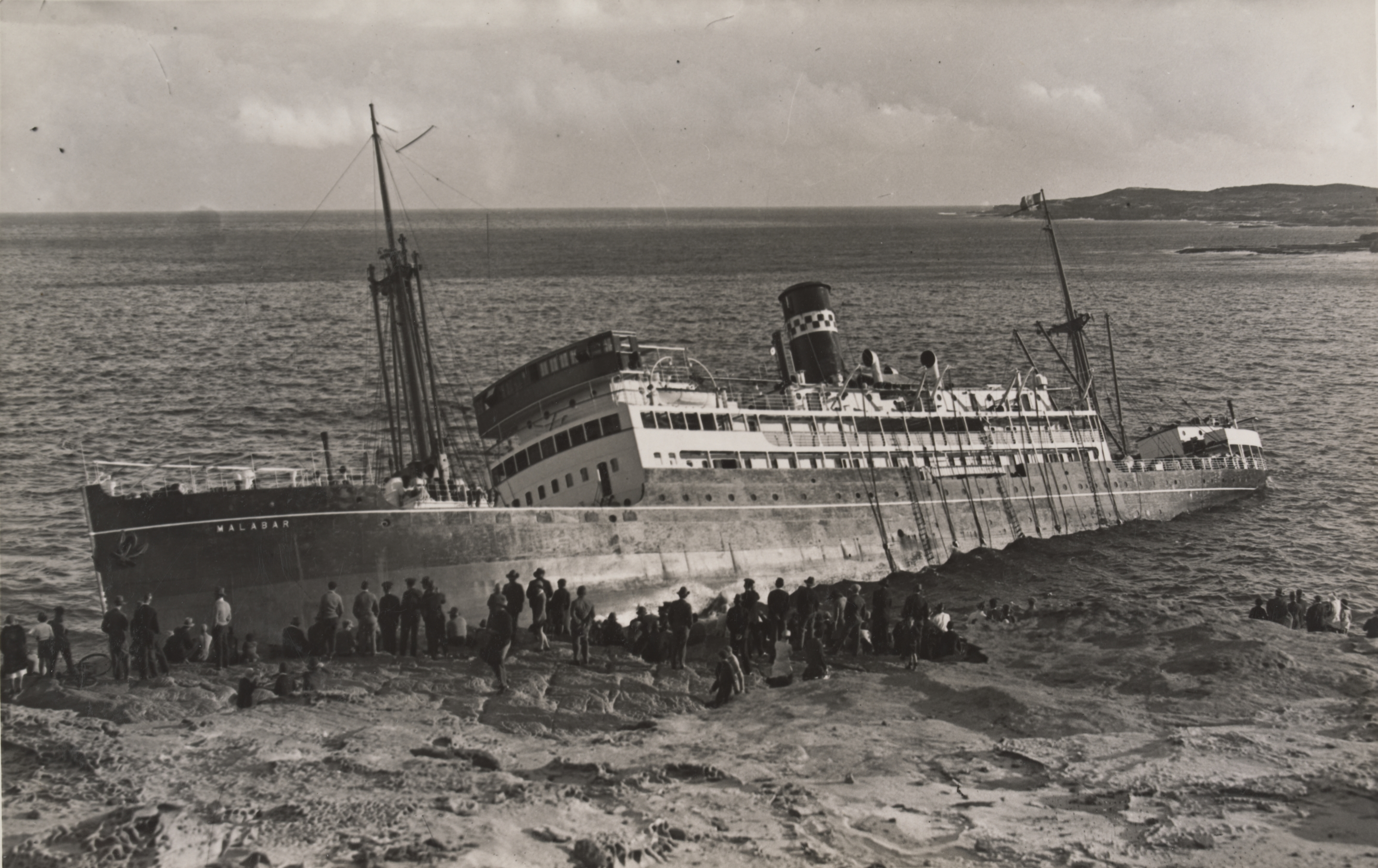
Das Wrack der Malabar am 8. April 1931

Die Malabar wurde unter der Baunummer 609 bei Barclay, Curle and Company in Glasgow gebaut und am 9. Juli 1925 vom Stapel gelassen. Noch im selben Jahr nahm sie den Liniendienst für Burns, Philp and Company zwischen Sydney, Melbourne, Java und Singapur auf, wo sie die folgenden sechs Jahre verbringen sollte.
Am 2. April 1931 lief das Schiff im dichten Nebel in der Miranda Bay sieben Meilen südlich von Port Jackson auf einen Felsen. Sämtliche Passagiere und Besatzungsmitglieder sowie drei im Laderaum befindliche Pferde konnte geborgen werden. Lediglich die Schiffskatze der Malabar konnte nicht in Sicherheit gebracht werden.
Während der Osterfeiertage besuchten etwa eine halbe Million Schaulustige das havarierte Wrack, das innerhalb weniger Tage durch die starke Brandung fast vollständig zerstört wurde. Ein Großteil der an der Küste liegenden Schiffstrümmer wurde in den 1960er-Jahren verschrottet, wodurch heute nur noch wenig vom Wrack der Malabar übrig ist.
Ein kleiner Vorort, in dessen Nähe das Schiff verunglückte, erhielt nach der Havarie den Namen Malabar.